# وكالة البحرين للفضاء
وكالة البحرين للفضاء هي الجهة الحكومية البحرينية المسؤولة عن برنامج علوم الفضاء. أُنشئت بموجب المرسوم الملكي رقم 11 لسنة 2014م  وتعمل تحت إشراف المجلس الأعلى للدفاع.

## أنشطة
تركز وكالة البحرين للفضاء حاليًا على تعزيز علوم الفضاء والتكنولوجيا وتطبيقاتها في مملكة البحرين من خلال العديد من الفعاليات المجتمعية؛ وبناء القدرات في مجالات تصنيع الأقمار الصناعية، وتتبع الأقمار الصناعية، والتحكم فيها ومراقبتها، وبيانات مراقبة الأرض ومعالجة الصور وتحليلها لتلبية الاحتياجات الوطنية لأصحاب المصلحة؛ وإنشاء قطاع «فضاء» جديد في المملكة. 
تقدم الوكالة ثلاث خدمات: توفير صور عالية الدقة للبحرين بأحجام وأشكال مختلفة؛ ومعالجة وتحليل صور وبيانات الأقمار الصناعية لتوليد معلومات مُفيدة لتلبية احتياجات أصحاب المصلحة؛ وتوفير صور وبيانات الأقمار الصناعية للبحرين بدقة ونطاقات زمنية محددة مختلفة. 
وقعت الوكالة العديد من مذكرات التفاهم مع وكالات الفضاء الإقليمية والدولية مثل بين جمعية الفضاء البريطانية ووكالة الإمارات العربية المتحدة للفضاء،  مركز محمد بن راشد للفضاء، وزارة النقل والاتصالات وتكنولوجيا المعلومات في سلطنة عمان، وكالة الفضاء الاتحادية الروسية (روسكوسموس)، منظمة أبحاث الفضاء الهندية ، إدارة الفضاء الوطنية الصينية، ووكالة الفضاء البريطانية. 